# The Roue's Heart

The Roue's Heart est un film muet américain réalisé par D. W. Griffith, sorti en 1909.

## Synopsis
Un homme tombe amoureux d'une femme sculpteur aveugle.

## Fiche technique
- Titre : The Roue's Heart ou The Roué's Heart[1]
- Réalisation et scénario : D. W. Griffith
- Société de production et de distribution : American Mutoscope and Biograph Company[2]
- Photographie : G. W. Bitzer
- Pays :  États-Unis
- Format[3] : Noir et blanc - Muet - 1,33:1 ou 1,37:1[1] - 35 mm[1],[4]
- Longueur de pellicule : 755 ou 759[1] pieds (230 mètres[4])
- Durée : 8 minutes (à 16 images par seconde)[3]
- Date de sortie : 8 mars 1909

## Distribution
Les noms des personnages proviennent de l'Internet Movie Database.
- Adele DeGarde : le modèle de la sculpteur
- Harry Solter : Monsieur Flamant
- Marion Leonard : la sculpteur
- Herbert Yost : un aristocrate
- John R. Cumpson : un aristocrate
- Florence Lawrence : une aristocrate
- Gladys Egan : l'enfant
- Owen Moore : un aristocrate
- Linda Arvidson : une aristocrate / une amie de la sculpteur[5]
- Anita Hendrie : une aristocrate[5]
- Charles Inslee : un aristocrate[5]
- Arthur V. Johnson : un aristocrate / un domestique[5]
- Mack Sennett : un domestique[5]
- Dorothy West : une amie de la sculpteur[5]

## Autour du film
Les scènes du film ont été tournées les 23 et 24 janvier 1909 dans le studio de la Biograph à New York.
À sa sortie, le film a été présenté sur la même bobine que The Wooden Leg.